# Ciechanowa Słoboda
Ciechanowa Słoboda (biał. Ціханава Слабада, Cichanawa Słabada; ros. Тихонова Слобода, Tichonowa Słoboda) – wieś na Białorusi, w obwodzie mińskim, w rejonie stołpeckim, w sielsowiecie Rubieżewicze.
Współcześnie w skład miejscowości wchodzą dawne: wieś Ciechanowa Słoboda, folwark Hela i kolonia Korobiszcze.

## Historia
W XIX i w początkach XX w. położona była w Rosji, w guberni mińskiej, w powiecie mińskim, w gminie Rubieżewicze.
W dwudziestoleciu międzywojennym Ciechanowa Słoboda, Hela i Korobiszcze leżały w Polsce, w województwie nowogródzkim, w powiecie stołpeckim, w gminie Rubieżewicze. Demografia w 1921 przedstawiała się następująco:
|                    | Liczba mieszkańców | Budynki | Narodowość  | Narodowość        | Wyznanie    | Wyznanie |
| Polacy             | Liczba mieszkańców | Budynki | Białorusini | rzymskokatolickie | prawosławne |          |
| ------------------ | ------------------ | ------- | ----------- | ----------------- | ----------- | -------- |
| Ciechanowa Słoboda | 461                | 82      | 452         | 9                 | 441         | 20       |
| Hela               | 14                 | 2       | 14          | –                 | 14          | –        |
| Korobiszcze        | 9                  | 2       | 9           | –                 | 9           | –        |

Po II wojnie światowej w granicach Związku Sowieckiego. Od 1991 w niepodległej Białorusi.

## Ludzie związani z miejscowością
- Jadwiga Sławińska zd. Bałabuszko Blizna, Jadzia (ur. w 1922 w Ciechanowej Słobodzie) – żołnierz Armii Krajowej, powstaniec warszawski, psycholog[2]